# NGC 6852
NGC 6852 (другое обозначение — PK 42-14.1) — планетарная туманность в созвездии Орёл.
Этот объект входит в число перечисленных в оригинальной редакции «Нового общего каталога».